# 聶崇義
聂崇义（?—?），河南府洛阳县（今河南省洛阳市）人，五代十国至北宋初经学家。

## 生平
聂崇义年轻时舉《三禮》，精通《禮》學經旨。后汉高祖刘知远在位时，官至国子博士，漢隐帝乾祐年间，官至國子《禮記》博士，校订《春秋公羊传》，刊板於國學。后周显德年间，累迁国子司业兼太常博士。当時以郊廟祭器止由有司相承製造，年代久遠，無所規式，周世宗命聂崇义考寻故实，摹画郊庙祭器规格样式，有司制造。精心考证《三礼图》，摹画郊庙祭器，因取三礼（《周礼》、《仪礼》、《礼记》）旧图，博采先儒旧图，参定郊庙器玉。以唐朝张镒等六家所撰为底本，稽其详略是非，于宋朝建隆二年（961年）四月完成。翰林学士窦俨为之撰序，宋太祖命太子詹事尹拙、工部尚书窦仪等详加订正后颁行于世。并画其图于国子监讲堂之壁。之后不久去世。聂崇义为学官、兼掌礼义历二十年，世推其博学严谨，才思机敏。著有《三礼图集注》二十卷。

## 延伸阅读
[在维基数据编辑]
 在维基文库阅读此作者作品
 《宋史·卷431》，出自脱脱《宋史》